# Salicilna kislina
Salicilna kislina (po latinskem izrazu salix za vrbo, saj so jo pridobivali iz njenega lubja) spada med monohidroksibenzojske, fenolne in betahidroksi kisline. Gre za brezbarvno kristalinično organsko kislino, ki se široko uporablja v organskih sintezah. Nahaja se v rastlinah, kjer ima vlogo rastlinskega hormona. Predstavlja pomemben aktivni presnovek acetilsalicilne kisline (aspirina), ki deloma deluje kot predzdravilo salicilne kisline. Sicer se tudi sama salicilna kislina uporablja v farmacevtski pripravkih, in sicer kot keratolitik, na primer v izdelkih proti mozoljavosti. Soli in estri salicilne kisline so salicilati.

## Zgodovina
Naravne proizvode, ki so vsebovali predhodnike salicilne kisline, kot sta na primer vrbovo lubje, ki vsebuje glikozid salicin, in olje zelenke, ki vsebuje metil salicilat, so že v preteklosti uporabljali za zdravljenje revmatizma. Prvi zapis o uporabi zdravilnih pripravkov s salicilati iz mirte najdemo na egipčanskih papirusih, ki so nastali približno 1500 let pr.˙n. š. Hipokrat je v letih 460–377 let pr.˙n. š. uporabljal topolov izvleček za zdravljenje očesnih bolezni, vrbovo lubje s salicilati pa za zniževanje zvišane telesne temperature in lajšanje bolečine pri porodih. Celzij je v začetku naše ere opisal uporabo vrbovega listja kot analgetika. Rastlinske zdravilne pripravke s salicilati so poznali tudi na Kitajskem, v drugih delih Azije, v južnem delu Afrike in Ameriki. V srednjem veku in renesansi so uporabljali druge rastline s salicilati, kot sta zelenka (Gaultheria procumbens) in oslad (Filipendula ulmaria).
Leta 1897 je Felix Hoffman sintetiziral acetilsalicilno kislino, da bi odpravil grenkobo salicilne kisline. Salicilna kislina in acetilsalicilna kislina sta bili med najzgodnejšimi zdravili, ki so jih sintetizirali.

## Uporaba

### Industrijska raba
V kemiji in farmaciji za nadaljnjo sintezo spojin, zdravil, v prehrambeni industriji pretežno kot konservansov ali aditiv.

### Domača raba
Kot konservans za množično domačo rabo v obliki brezbarvnih kristalov. Pri tem je potrebno poudariti, da mnogi domači kuharji in kuharice v želji po učinku pretiravajo ter sipljejo dosti prevelike količine. Na ta način lahko pride do kontraindikacij s podobnimi zdravili na podobni osnovi, npr. z Aspirinom ali Lekadolom.

### V zdravilnih pripravkih
Pri uporabi na koži deluje salicilna kislina v koncentracijah od 1 do 3 % antiseptično in keratoplastično (pospešuje poroženevanje kože), v višjih koncentracijah pa keratolitično (lušči poroženele plasti pokožnice). Uporablja se v različnih dermalnih farmacevtskih oblikah, na primer poznani so alkoholni losjoni za uporabo pri aknah, saj odmaši pore in preprečuje nastanke ogrcev.